# Ерік XI (король Швеції)
Ерік XI Ерікссон (1216 — 2 лютого 1250) — король Швеції у 1222–1250 роках, нащадок Володимира Мономаха по материнській лінії. Прізвисько Еріка ХІ «Шепелявий» походить від таких рядків римованої «Хроніки Еріка»: «конунг нетвердо володів мовою, був шепелявим, та до того ж і кульгавим».

## Життєпис
Був сином короля Швеції Еріка X Кнутссона та Рікси — сестри данського короля Вальдемара ІІ, дочки короля Данії Вальдемара І Великого та Софії Володарівни. Сам Ерік народився в Данії, куди виїхала його мати після смерті свого чоловіка Еріка Х (онука Еріка ІХ Святого).
У 1222 році Ерік ХІ успадкував королівський престол Швеції. Через деякий час проти нього виступив Кнут Гольмгерссон, який походив зі шведської королівської династії. 28 листопада 1229 року він розбив військо Еріка в битві при Олустрі (нинішнє місто Остра в Швеції), і король був змушений втекти до Данії.
Ерік ХІ знову повернув собі корону лише після смерті Кнута у 1234 році. Проте реальна влада перебувала в руках його ярлів (вища знать), спочатку Ульфа Фасе, потім ярла Біргера Магнуссона.
У 1237 році папа римський Григорій IX закликав Еріка організувати хрестовий похід проти язичницького Тавастланду (історична частина Фінляндії). Похід очолив шурин короля — ярл Біргер, який, за повідомленням «Хроніки Еріка», заснував там фортецю Тавастгус. У 1240 році шведи почали похід на Ладогу, але були розбиті новгородськими військами начебто які очолював князь Олександр Невський у гирлі Неви.
У 1247 році син Кнута Довгого Гольмгер підняв проти Еріка повстання, однак зазнав поразки у битві при Спаррсетрі в Уппланді, і в 1248 році його стратили.
Помер 2 лютого 1250 року. Похований у церкві Варнхемського монастиря. З його смертю згасла чоловіча лінія роду Еріка ІХ Святого.

## Родина
Дружина — Катаріна (1215—1251)
Діти:
- Суне Фолькессона (представника знатного роду Фолькунгів).